# Owen (Wisconsin)
Owen ist eine Kleinstadt (mit dem Status „City“) im Clark County im US-amerikanischen Bundesstaat Wisconsin. Im Jahr 2010 hatte Owen 940 Einwohner.

## Geografie
Owen liegt im nordwestlichen Zentrum Wisconsins am Popple River, der über den Black River zum Stromgebiet des Mississippi gehört. Die geografischen Koordinaten von Owen sind 44°56′55″ nördlicher Breite und 90°33′51″ westlicher Länge. Das Stadtgebiet erstreckt sich über eine Fläche von 4,77 km².
Benachbarte Orte von Owen sind Withee (an der westlichen Stadtgrenze) und Curtiss (11,9 km östlich).
Die nächstgelegenen größeren Städte sind Green Bay (225 km östlich), Wisconsins Hauptstadt Madison (294 km südsüdöstlich), La Crosse (167 km südsüdwestlich), Eau Claire (85,3 km westlich), die Twin Cities in Minnesota (225 km in der gleichen Richtung) und Duluth am Oberen See in Minnesota (308 km nordnordwestlich).

## Verkehr
Der vierspurig ausgebaute Wisconsin State Highway 29 verläuft in West-Ost-Richtung entlang der südlichen Stadtgrenze von Owen. Im Stadtzentrum kreuzen die County Highways D und X. Alle weiteren Straßen sind untergeordnete Landstraßen, teils unbefestigte Fahrwege oder innerörtliche Verbindungsstraßen.
Im Stadtgebiet von Owen treffen für den Frachtverkehr zwei Eisenbahnstrecken der zur Canadian National Railway gehörenden Wisconsin Central zusammen.
Die nächsten Flughäfen sind der Chippewa Valley Regional Airport in Eau Claire (79,7 km westlich), der Central Wisconsin Airport in Wausau (83,9 km ostsüdöstlich) und der La Crosse Regional Airport (165 km südsüdwestlich).

## Geschichte
Owen wurde 1883 von dem Holzunternehmer  John S. Owen gegründet. 1904 wurde der Ort als Village of Owen zur selbstständigen Gemeinde inkorporiert. 1925 wurde der Gemeindestatus in City of Owen geändert.

## Bevölkerung
Nach der Volkszählung im Jahr 2010 lebten in Owen 940 Menschen in 419 Haushalten. Die Bevölkerungsdichte betrug 97,1 Einwohner pro Quadratkilometer. In den 419 Haushalten lebten statistisch je 2,23 Personen.
Ethnisch betrachtet setzte sich die Bevölkerung zusammen aus 96,7 Prozent Weißen, 0,5 Prozent Afroamerikanern, 0,1 Prozent (eine Person) amerikanischen Ureinwohnern, 0,1 Prozent Asiaten sowie 2,0 Prozent aus anderen ethnischen Gruppen; 0,5 Prozent stammten von zwei oder mehr Ethnien ab. Unabhängig von der ethnischen Zugehörigkeit waren 3,8 Prozent der Bevölkerung spanischer oder lateinamerikanischer Abstammung.
23,7 Prozent der Bevölkerung waren unter 18 Jahre alt, 56,4 Prozent waren zwischen 18 und 64 und 19,9 Prozent waren 65 Jahre oder älter. 51,8 Prozent der Bevölkerung war weiblich.
Das mittlere jährliche Einkommen eines Haushalts lag bei 34.348 USD. Das Pro-Kopf-Einkommen betrug 19.874 USD. 11,1 Prozent der Einwohner lebten unterhalb der Armutsgrenze.